# Эргатив
Эргати́в, эргати́вный паде́ж (от др.-греч. ἐργασία — действие; «действенный падеж») — падеж в некоторых языках (особенно в языках с эргативным строем), указывающий на источник направленного действия. Кодирует агенс (субъект действия в высказывании) при переходном глаголе. При этом пациенс (объект действия) ставится в абсолютиве (основном падеже). Так, например, во фразе «солнце освещает рощу» в таких языках слово «солнце» будет стоять в эргативном падеже, так как это — субъект, действующий на лес; «роща» же будет стоять в абсолютиве, в качестве пациенса. В русском языке эта конструкция выражается страдательным залогом, где роль абсолютива играет именительный падеж, а роль эргатива — косвенные: «роща освещается солнцем».
Если же глагол непереходный и объект действия, то есть пациенс, отсутствует (например, «солнце светит») — эргатив не употребляется, а субъект действия стоит в абсолютиве.

## Баскский язык
Примеры из баскского языка, где абсолютив в единственном числе имеет нулевое окончание (-a — определённый артикль), а эргатив — окончание -k, идущее после артикля:
- Ehiztariak otsoa harrapatu du. — Охотник поймал волка (досл. «Охотнику волк попался»).

## Грузинский язык
В грузинском языке эргатив имеет окончания -მა, -მ (-ма, -м) и применяется, если субъект уже совершил действие и в предложении используется глагол прошлого времени совершенного вида:
- კატამ დაიჭირა თაგვი (katam daichira tagvi) — Кот поймал мышь;
- ძაღლმა გააგდო კატა (dzaghlma gaagdo kata) — Собака прогнала кота.

## Чеченский язык
Пример из чеченского языка, где абсолютив в единственном числе имеет нулевое окончание, а эргатив — окончание -о:
- Цициго дахка лаьца. — Кот поймал мышь (досл. «Коту мышка попалась»).